# Назін Сергій Анатолійович
Назін Сергій Анатолійович (16 липня 1987) — російський стрибун у воду.
Призер Чемпіонату світу з водних видів спорту 2019 року.
Призер літньої Універсіади 2013 року.